# Kogolong
Il Kogolong è una pietra di origine vulcanica, lucida come la ceramica ma dura come il marmo.
Viene utilizzata in oreficeria per la fabbricazione di gioielli di lusso. Nell'ultimo periodo molti stilisti del settore hanno potuto apprezzare le qualità di lucentezza di questo nuovo materiale.